# Zhou Han
Zhou Han is een volksverhaal uit China.

## Het verhaal
Zhou Han was belezen en dapper, maar een ambteloos man tijdens de regeringsperiode van Zhenyuan (783-804). De leden van de Yi-stam boden een slaaf aan van ongeveer vijftien jaar. Het was een uitstekend duiker en hij kon erg lang onder water blijven, Zhou Han koopt de slaaf. De slaaf werd Watergeest genoemd en Han verliet Shu per schip door de Engten op weg naar Jingling. Bij de Yanyu-rots in de Qutang-engte liet Zhou Han de Watergeest duiken en hij komt boven met gouden en zilveren voorwerpen. Ze komen ook bij de Buffelbankpier, de diepste plaats bij de oever waar Wen Qiao rinoceroshoorn verbrandde om watermonsters te belichten. Hier vindt Watergeest jade en hij vertelt over de watermonsters. Zhou Han is nu een rijk man. Wang Ze is prefect van Xiangzhou en hij is een vriend van Zhou Han. Hij brengt Zhou Han een bezoek als die door het gebied van de Gele Rivier komt. Bij de Achthoekige bron bij de noordpunt van de stad is een putrand gemetseld, de doorsnee is ruim drie roeden. Er hangt 's ochtends en 's avonds een dichte nevel die meer dan honderd passen breed is en in duistere nachten is er een schijnsel als de gloed van vuur. Op de bodem van de put bevindt zich een gouden draak.
Wang Ze vertelt over de schat en Zhou Han laat Watergeest duiken. Hij vertelt over een slapende gouden draak met vollemaanparels tegen de borst geklemd. Watergeest vraagt een scherp zwaard en duikt na het drinken van wat wijn opnieuw naar beneden. Watergeest springt uit het water, gevolgd door de gouden draak met scherpe klauwen. De draak grijpt Watergeest en duikt naar beneden. Na korte tijd komt er een oude man in een bruine pels. Hij vertelt de plaatselijke god van de grond te zijn en vraagt zich af hoe de prefect zo lichtvaardig omspringt met het lot van het volk. De gouden draak is een afgezant van de Hoogste Duisternis en is de hele streek tot zegen zolang hij de schat bewaakt. Als de draak in woede ontsteekt, zullen magische transformaties in het werk gesteld worden. De poort des hemels wordt geschokt en de as van de aarde wordt ontzet, bergen worden ingebeukt en heuvels verbrijzelen. Honderd li in het vierkant veranderen in stromen en meren, het volk wordt vis en schildpad. Zhongli Ji en Meng Chang waren niet uit op schatten, de pareloesters kwamen terug. Wang Ze handelt uit hebzucht en Watergeest is verslonden, om zo de parels te vergroten. Ze schaamt zich en hoort van de oude man dat hij snel berouw moet tonen over zijn zonden en moet bidden.
De oude man verdwijnt en Wang Ze brengt een offer aan de draak.

## Achtergronden
- Fabeldieren zoals draken zijn in Chinese volksverhalen vaak goedaardig, maar dit betekent niet dat ze geen gevaarlijke, mensverslindende monsters kunnen zijn. Een Chinese draak is de god van het water en iedere poel of put heeft zijn eigen draak. De opperste drakenkoning heeft zijn paleis op de bodem van de Oostelijke Oceaan en ze beschikken over magische vermogens. Draken kunnen zich in de gedaante van mens, vis of slang vertonen en ze roven soms jonge meisjes. Net als andere fabeldieren kunnen ze eerder bedwongen worden door een list dan door geweld. Zie ook Li Ji, Li Jing, Het verhaal van Liu Yi, Het verhaal van het Keizerskanaal en De geschiedenis van de witte gibbon.
- Draken zijn vrijgevig voor gasten, maar beschermen hun schatten fel tegen dieven.
- Het grondgebied van de oude staat Shu bestreek het westelijk gedeelte van de huidige provincie Sichuan in het zuidwesten van China.
- De Engten zijn de beroemde Drie Engten in het bergachtig grensgebied tussen Sichuan en Hubei, waar de Lange Rivier tussen steile rotsen wringt. Hier vergingen vele schepen.
- De Buffelbankpier is niet ver van Nanking, Wen Qiao (228-329) was een dapper generaal en op zijn speurtocht onder water werd hij volgens de verhalen bijgelicht door een fakkel van rinoceroshoorn, dit zou onder water blijven branden.
- Kanselier Zhongli Ji leefde tijdens de eerste eeuw v.Chr. en smeet de parels (die als steekpenning werden aangeboden) op de grond.
- Toen Meng Chang prefect was van Hepu (nu in de provincie Guangdong) keerden de oesters terug na een periode van overbevissing. De voorgangers van Meng Chang waren hebzuchtig.
- Het verhaal komt uit Chanqi, een bundel verhalen van Pei Xing (negende eeuw)